# José Manuel Arrobas
José Manuel Lourenço Arrobas da Silva (São Sebastião da Pedreira, Lisboa, 10 de Setembro de 1945) é um psicoterapeuta (pedopsicoterapeuta) e escritor português.

## Biografia
Enquanto soldado foi mobilizado pelo Regimento de Artilharia 1 para servir Portugal na Província Ultramarina de Moçambique, como 1º Cabo com a especialidade de radiotelefonista, desde 29 de Janeiro de 1969 a 24 de Junho de 1970.
Recomeçou a estudar, em 1973, Gestão de Recursos Humanos e Psicologia das Organizações, História Social e Económica das Culturas e das Mentalidades, Ecologia Bio-Social e Humana, vertente Saúde, e fez um Mestrado em Pedagogia da Saúde e depois um Doutoramento em Psicologia.
É co-fundador da Sociedade Portuguesa de Psicoterapia Centrada no Cliente e de Abordagem Centrada na Pessoa, de que é Psicoterapeuta Titular.
Enquanto professor universitário, foi fundador da Licenciatura em Pedagogia Clínica.
Fez duas séries para a RTP1, “A grande Mentira” (seis episódios) e “Droga, Máscara ou Realidade” (13 episódios). Tem oito livros publicados.
Faz investigação em Saúde Mental com os Programas Proteus e Ankyra.
Em 2017, é candidato na eleição do órgão das autarquia de Oeiras pelo Partido Nacional Renovador.
É casado e tem 3 filhos e 16 netos.
Fez ainda uma análise sócio-psicológica do maior psicopata americano para o livro Iceman da Verso de Kapa.

## Obra
- Elas e o Amor, co-autoria com Maria dos Anjos Fernandes, edição: Verso da Kapa, novembro de 2008.
- A Decadência do Sonho, edição: INCM – Imprensa Nacional Casa da Moeda, abril de 1988.
- Cartas & Outros Contos, edição: Novo Imbondeiro, março de 2006.
- A Impossível Solidão, edição: Ulisseia, setembro de 2010.
- A Cor e o Som, edição: Escritório Editora, setembro de 2015.
- Uma Estranha Amizade, edição: BookBuilders, novembro de 2016.
- Sou Memória, Tenho Histórias, Antes - Moçambique, Tete 1969/1970 - Depois, edição: Âncora Editora, abril de 2019.[1]
- A Empresa Como Pessoa, O Programa PRO|THEUS, edição: Obnósis, setembro de 2020.